# Мухаммад Дауд Мурра
Мухаммад Дауд Мурра (д/н — 1928) — 17-й колак (правитель) султанату Вадаї в 1901—1909 роках. Повне ім'я Мухаммад Саліх Дауд ібн Юсуф. Відомий також як Дуд Мурра або Дудмуррах.

## Життєпис
Походив з династії Аль-Аббасі. Син колака Юсуфа ібн Алі. Після смерті останнього 1898 року почалася боротьба за трон. Брата Мухаммада — Абдал-Азіза — його стрийко Ібрагім схопив та засліпив. Втім проти того виступив його брат Ахмад Абу аль-Газалі ібн Алі.
Сам Мухаммад боровся проти них обох. Зрештою отримав допомогу від Мухаммада аль-Махді, голови тарікату Сенуссі. Аль-Газалі підтримував Алі Динар, султан Дарфура. 1900 року Мухаммад захопив стрийка — колака Ібрагіма, якого засліпив як помсту за брата. Втім трон захопив Ахмад Абу Аль-Газалі. Водночас французи здолали небезпечного ворога Вадаї — Рабіха аз-Зубайра.
1901 року за підтримки загонів Сенуссі переміг та повалив Аль-Газалі, якого 1902 року схоплено й засліплено. Невдовзі Мухаммад наказав його стратити. Після цього став беззаперечним правителем Вадаї. На дяку надав представникам тарікату Сенуссі право вільної торгівлі у своїх володіннях.
Невдовзі колак стикнувся з французькою загрозою, оскільки їх загони просувалися все північніше. Невдовзі почалися сутички французів з торговельних постами і завіями Сенуссі. Останнім Мухаммад надав свою допомогу.
1906 року почалася відкрита війна з Францією. Цим намагалося скористатися васальна держава Дар сіла, захопивши постачання слоновою кісткою в Дар Кібеті. Але війська Вадаї дали відсіч, змусивши підкоритися. В цей час французькі загони до 1907 року просунулися на 160 миль від столиці держави — Абеше. Основні бойові дії відбулися наступного року — 29 травня 1908-го біля Докотч та 16 червня під Джуа, в якій армія Вадаї зазнала поразки. За цим французи почали спроби встановити свою владу в васальних державах Вадаї — султанатах Дар Тама і Дар Масаліт і намагалися встановити дружні відносини з султанатом Дар Гімр.
12 червня 1909 року французький капітан Жан-Джозеф Фігеншух увійшов до Абеше із силою 180 вояків та 2 гарматами. 13 червня оголосив Вадаї французькою територією. Новим колаком французи поставили Адама Азіля ібн Ібрагіма. Втім Мухаммада готувався до атаки на Абеше. З огляду на це Адам Азіль втік зі столиці.
Не маючи змоги протистояти загарбникам, Мухаммад відступив до міста Капка, де збирав вірні війська. В цей час його васал султанат Даджу оголосив про визнання влади французів. Мухаммад створив потужну базу в області Дар Масаліт, де 4 січня 1910 року в битві біля Ваді Каджа переміг французький загін. Водночас уклав союз з дарфурським султаном Алі Динаром.
Навесні 1910 року зумів відновити владу над Дар Тама і Дар Гімр. Втім у 7 квітня союзник колака — Алі Динар зазнав поразки від французів. 19 квітня в битві біля Капки французи завдали поразки Мухаммаду. Останній відступив до Дар Масаліту. 8 листопада 1910 року в бою біля Дороте колак здобув нову перемогу над французами. У січні 1911 року останні почали новий наступ, сплюндрувавши Дар Масаліт та захопивши місто Дарджіл. Водночас Мухаммад мав намір раптовим ударом відвоювати столицю Абеше, проте зазнав поразки.
27 жовтня 1911 року колак Мухаммад здався французам. Невдовзі почалося загальне повстання в Вадаї, але його того самого року придушено. 1912 року його суперника — Адама Азіля — позбавлено трону, а Вадаї стала французькою колонією. Мухаммада заслали до Форту-Ламі, де той помер у вересні 1928 року.